# Uthamapalayam
Uthamapalayam là một thị xã panchayat của quận Theni thuộc bang Tamil Nadu, Ấn Độ.

## Nhân khẩu
Theo điều tra dân số năm 2001 của Ấn Độ, Uthamapalayam có dân số 22.871 người. Phái nam chiếm 50% tổng số dân và phái nữ chiếm 50%. Uthamapalayam có tỷ lệ 73% biết đọc biết viết, cao hơn tỷ lệ trung bình toàn quốc là 59,5%: tỷ lệ cho phái nam là 80%, và tỷ lệ cho phái nữ là 66%. Tại Uthamapalayam, 10% dân số nhỏ hơn 6 tuổi.